# Liste der Baudenkmäler in Borken
Die Liste der Baudenkmäler in Borken enthält die denkmalgeschützten Bauwerke auf dem Gebiet der Stadt Borken im Kreis Borken in Nordrhein-Westfalen (Stand: Januar 2021). Diese Baudenkmäler sind in der Denkmalliste der Stadt Borken eingetragen; Grundlage für die Aufnahme ist das Denkmalschutzgesetz Nordrhein-Westfalen (DSchG NRW).

## Allgemein
- Bild: Bild des Kulturdenkmals, ggf. zusätzlich mit einem Link zu weiteren Fotos des Kulturdenkmals im Medienarchiv Wikimedia Commons
- Bezeichnung: Name des Kulturdenkmals
- Lage: Straßenname und Hausnummer oder Flurstücknummer des Kulturdenkmal, gegebenenfalls auch den Ortsteil. Die Grundsortierung der Liste erfolgt nach dieser Adresse. Der Link (Karte) führt zu verschiedenen Kartendiensten mit der Position des Kulturdenkmals. Fehlt dieser Link, wurden die Koordinaten noch nicht eingetragen. Sind diese bekannt, können sie über ein Tool mit einer Kartenansicht einfach nachgetragen werden. In dieser Kartenansicht sind Kulturdenkmale ohne Koordinaten mit einem roten bzw. orangen Marker dargestellt und können durch Verschieben auf die richtige Position in der Karte mit Koordinaten versehen werden. Kulturdenkmale ohne Bild sind an einem blauen bzw. roten Marker erkennbar.
- Beschreibung: Kurzcharakteristik des Kulturdenkmals
- Bauzeit: Baubeginn, Fertigstellung, Datum der Erstnennung oder grobe zeitliche Einordnung entsprechend des Eintrags in der zuständigen Denkmaldatenbank
- Eingetragen seit: Datum der Erfassung in der zuständigen Denkmaldatenbank

## Teil A I – Sakrale Objekte
| Bild                                                   | Bezeichnung                                                                | Lage                                                                    | Beschreibung | Bauzeit       | Eingetragen seit | Denkmal- nummer |
| ------------------------------------------------------ | -------------------------------------------------------------------------- | ----------------------------------------------------------------------- | --- | ------------- | ---------------- | --------------- |
| ehem. Heilig-Geist-Kirche Borken                       | ehem. Heilig-Geist-Kirche Borken                                           | Borken Heilig-Geist-Straße 12 Karte                                     | Ehem. Heilig-Geist-Kirche, jetzt Heimatmuseum und Sitzungssaal, ursprünglich Gastkirche des Spitals zum Hlg. Geist, seit 1809 profaniert, einschiffiger Backsteinbau mit Dachreitern, um 1380–1390 erbaut. Die Nord- und Südseite sind als Schaugiebel mit Blendarkaden, Bogenfriesen und Rautenmustern aus glasierten Ziegeln hergestellt. Nach den Kriegszerstörungen wurde das Gebäude 1950–1952 wiederhergestellt und dem neuen Verwendungszweck entsprechend verändert. Die Fassade stellt eine der wichtigsten gotischen Backsteinkirchenfassaden im nordwestdeutschen Raum dar. |               | 30.11.1983       | A I 1           |
| Bildstock                                              | Bildstock                                                                  | Borken Am Geelen Graben, zwischen Wilbecke und Mühlenstraße             | Es ist der älteste der in Borken erhaltenen Barockbildstöcke aus Baumberger Sandstein, die dem im Münsterland verbreiteten Typus folgen. Der Bildstock hat einen eingezogenen Rechtecksockel mit seitlichen kräftigen Voluten. Die Inschriftplatte ist verwittert. Rechtecknische mit Girlandenschmuck auf den Wangenvorderseiten. Das Relief der Vorderseite zeigt die Krönung Mariens im Himmel durch Gott Vater und Christus. Die Rückseite zeigt Christus am Ölberg. Beide Reliefs sind stark verwittert. Geschweifter Rundgiebelabschluss mit Putten flankierten Kartuschen, in einer Datierung. | 1701          | 30.11.1983       | A I 2           |
| Bildstock                                              | Bildstock                                                                  | Borken Heidener Str. / Wasserstiege Karte                               | Es ist der drittälteste der in Borken aufgestellten Barockbildstöcke aus Baumberger Sandstein. Alle folgen dem münsterländischen Typus. Der Bildstock hat einen eingezogenen Rechtecksockel mit seitlichen kräftigen Voluten. Die Inschriftplatte ist verwittert. Rechtecknische mit pilastergeschmückten Wangen, Relief der Pieta, Rückseitenrelief nicht erhalten. Geschweifter Giebelaufsatz mit Kugelaufsatz und Abschluss durch Kreuz aus Eisen, im Giebel Kartusche. Die Datierung an der Sockelinschrift 1703 ist nicht mehr lesbar. | 1703          | 30.11.1983       | A I 3           |
| Kreuz auf dem Beckenberg                               | Kreuz auf dem Beckenberg                                                   | Borken Max-Planck-Straße / Ramsdorfer Postweg Karte                     | An dieser Stelle legte der Johanniterorden von Borken einen Friedhof beim Siechenhaus (Leprosenhaus) an. Das Kruzifix inmitten der alten Bäume ist künstlerisch unbedeutend (um 1900). Als alte Leprosenstation mit dem weit sichtbaren Hügel ist es ein wichtiges, weil sonst fast nirgends mehr erhaltenes Beispiel eines zum Mittelalter fest zugehörigen Teils des städtischen Sozialaufbaus. | 1655          | 30.11.1983       | A I 4           |
| Kruzifix beim Lindenhof                                | Kruzifix beim Lindenhof                                                    | Borken Raesfelder Straße, beim Lindenhof                                | Das Kruzifix ist in kleiner Grünanlage schön gelegen. Es wurde von Ernst-Wilhelm Kuhfuß, der Kanoniker an der St.-Remigius-Pfarrei war, gestiftet. Beschreibung: Breiter, wohl jüngerer Steinsockel, glatt verputzt, Kreuzbalken aus Sandstein, geschweifte Kartusche für das INRI-Schild, Korpus aus Holz, weiß gefasst, ungewöhnlich tief herabhängend, kräftig gefaltetes Lendentuch mit Bausch, besonders fein und ausdrucksvoll das schlanke zur Seite geneigte Haupt. Das Kruzifix ist von den Barockskulpturen im Westmünsterland in künstlerischer Hinsicht zum qualitätsvollen gehörend. | 18. Jh.       | 30.11.1983       | A I 5           |
| Hochkreuz am Kriegerehrenmal bei Aehling               | Hochkreuz am Kriegerehrenmal bei Aehling                                   | Hoxfeld bei Hof Aehling an der Straße von Borken nach Vardingholt       | Genannt am Boaken, vier Schutzbäume, auf hoher neuer Holzstange ein schmiedeeisernes reichverziertes Kreuz, darauf ein sich drehender Schwan, in der Art eines Turmkreuzes; Datierung schwierig, spätestens 19. Jh. | 19. Jh.       | 30.11.1983       | A I 6           |
| Bildstock                                              | Bildstock                                                                  | Weseke Königsweg / Am Friedhof Karte                                    | Der Sockel des Bildstocks ist nur noch halb erhalten. Rechtecknische mit Relief: Christus vor Pilatus. Der Bildstock ist bis in Unkenntliche verwittert. Der obere Abschluss des Bildstocks ist mit Dreiecksgiebel und Kreuz (Eisen) mit Kugel gestaltet. Der Bildstock ist zu der Gruppe barocker Bildstöcke münsterländischen Stils gehörig, die Weseke noch prägen. | 18. Jh.       | 30.11.1983       | A I 7           |
| Ev. Johanneskirche                                     | Ev. Johanneskirche                                                         | Gemen Ahauser Straße / Coesfelder Straße 1 Karte                        | Die 1703 als reformierte Kirche gebaute Anlage gehört zu dem historisch wie kunstgeschichtlich hochbedeutenden Komplex von Burg und Freiheit Gemen. Der schlichte Kirchenbau folgt niederländischen Stilmotiven, in der Anlage aber mehr niederrheinisch-bergischen Gewohnheiten. Er ist der einzige erhaltene barocke evangelische Kirchenbau im Münsterland. Aus der abgebrochenen luth. Kirche in Gemen stammt die ältere Ausstattung: Kanzel, um 1600 Taufstein, von 1564 Epitaphe von 1581, 1597 u. 1606 Von der für die Kirche geschaffenen Ausstattung sind hervorzuheben: Wappenglasfenster mit Wappen, Anfang 18. Jh. Orgelempore u. Orgelprospekt (Anf. 18. u. Mitte 19. Jh.).                  | 1703          | 30.11.1983       | A I 8           |
| Statue d. hl. Johannes Nepomuk                         | Statue d. hl. Johannes Nepomuk                                             | Borken bei Papenstegge 2 Karte                                          | Die Statue wurde versetzt. Ihr ursprünglicher Standort war an der Mühlenstraße. Die Sandsteinstatue ist jetzt nahe dem an der Papenstegge gelegenen Teich aufgestellt. Auf erneuertem Rechtecksockel wurde eine schmale Platte mit umlaufender Schrift gesetzt (noch lesbar: JOANNIS NEPOMUK). Das Chronogramm ist leider zerstört. Es handelt sich um eine kräftige Statue im Barocktypus. Auffallend sind die zahlreichen feinen Schlüsselfalten. Das Kruzifix und die Martyrerpalme werden vom linken Arm umarmt. Die Gestalt ist kräftig durchmodelliert und künstlerisch ausdrucksvoll. Die Statue gehört zu der qualitätvollen Gruppe der barocken Statuen zu Ehren dieses Heiligen im Münsterland. | 01.02.1984    | 1731             | A I 9           |
| Hl. Johannes Nepomuk                                   | Hl. Johannes Nepomuk                                                       | Borkenwirthe Vennebülten Karte                                          | Die künstlerisch wertvolle Statue des Heiligen Johannes Nepomuk in Burlo stand früher an der Baumwollstraße an der Ortsgrenze zu Oeding (Grenze der Altkreise Borken und Ahaus). Sie ist aus Baumberger Sandstein gefertigt und stammt aus dem 18. Jahrhundert. Originaltext: Auf einem älteren Backsteinsockel liegt eine barocke Sandsteinplatte mit Kartusche. Darauf steht die Statue des Heiligen. Sie besteht aus Sandstein. Die neue Farbgebung ist unglücklich und das Schutzdach entstellend. Die Statue selbst ist künstlerische wertvoll. Die Sterne vom Reif um den Heiligen sind verloren. Leichte Variationen des barocken Typus sind in seiner festgelegten Ikonographie.                  | 18. Jh.       | 06.02.1984       | A I 10          |
| Kreuzgruppe                                            | Kreuzgruppe                                                                | Gemen-Kirchspiel Mühlenbree 12 Karte                                    | Die Kreuzgruppe ist in hübscher neugotischer Einfriedigung mit Gusseisenzaun gelegen. 1867 wurde das Sandstein-Kruzifix mit Rechtecksockel gesetzt, 1910 Maria und Johannes – ebenfalls aus Sandstein – mit entsprechenden Sockeln zugefügt. Die Figuren sind weiß gefasst. Die Stiftungsinschriften sind von den Hofbesitzern, die die Skulpturen aufstellen ließen. Die neugotische Gruppe zeigt eine künstlerisch geschlossene Wirkung. | 1867, 1910    | 06.02.1984       | A I 11          |
| Hlg. Johannes Nepomuk                                  | Hlg. Johannes Nepomuk                                                      | Grütlohn ehem. Hof Garriß, Elsstegge 9                                  | Die Statue stammt wohl noch vom Gehöft des ehemaligen Hauses Wiekinghof (heute: Kaß), in dessen Blickachse von der Stichstraße dorthin sie steht. Die Statue besteht aus Sandstein. Sie hat einen feinen Sockel mit abgefassten Ecken und darum verkröpften Sockel- und Kranzgesims. Auf der Abschlussplatte steht die Statue in feiner Barockbewegung in dem ikonographisch festgelegten Typus des 18. Jh. | Mitte 18. Jh. | 06.02.1984       | A I 12          |
| Kruzifix                                               | Kruzifix                                                                   | Hoxfeld an der Straße von Borken nach Vardingholt (Hof Schulze Sindern) | Es ist ein barockes Kruzifix, das auf erneuertem Rechtecksockel in Form einer Altarmensa steht. An der Altarmensa befinden sich verschiedene Inschriften seit 1841. Der weißgefasste Korpus ist aus Holz. Die Kreuzbalken sind erneuert worden. | 18. Jh.       | 15.02.1984       | A I 13          |
| Kruzifix                                               | Kruzifix                                                                   | Hoxfeld Hof Wesseler, Dirdingweg 15                                     | |               |                  | A I 14          |
| Bildstock                                              | Bildstock                                                                  | Weseke Kotten Büsken                                                    | |               |                  | A I 15          |
| Bildstock                                              | Bildstock                                                                  | Weseke bei Hof Hungerhoff, Ramsdorfer Straße 50                         | Früherer Standort: Weseke, Hoher Weg, Standort heute: Bauernhofgarten Hungerhoff, Ramsdorfer Straße 50 |               |                  | A I 16          |
| weitere Bilder                                         | Propsteikirche St. Remigius                                                | Borken Remigiusstraße 3 Karte                                           | Dreischiffige Hallenkirche im gotischen Stil. | 15. Jh.       |                  | A I 18          |
| weitere Bilder                                         | Johanneskirche, im Volksmund Kleine Kirche genannt                         | Borken Kapuzinerstraße 13 Karte                                         | |               |                  | A I 19          |
| St. Maria Immaculata                                   | St. Maria Immaculata                                                       | Rhedebrügge Rhedebrüggeer Straße 61 Karte                               | |               |                  | A I 20          |
| Bildstock                                              | Bildstock                                                                  | Weseke zwischen Südlohner Str. und Königsweg (Fortmann)                 | |               |                  | A I 21          |
| weitere Bilder                                         | Kath. Pfarrkirche St. Ludgerus                                             | Weseke Kirchplatz 1 Karte                                               | |               |                  | A I 22          |
| Kath. Pfarrkirche zur unbefleckten Empfängnis          | Kath. Pfarrkirche zur unbefleckten Empfängnis                              | Gemen Freiheit 20                                                       | |               |                  | A I 23          |
| Friedhof                                               | Friedhof                                                                   | Gemen Neumühlenallee Karte                                              | |               |                  | A I 24          |
| Bildstock 1726                                         | Bildstock 1726                                                             | Weseke Borkenwirther Straße 26                                          | |               |                  | A I 25          |
| weitere Bilder                                         | Kloster Mariengarden mit der kath. Rektorats- und Klosterkirche St. Marien | Borkenwirthe Vennweg 6 Karte                                            | |               |                  | A I 26          |
| Ehemaliges Torhaus des Klosters Mariengarden           | Ehemaliges Torhaus des Klosters Mariengarden                               | Borkenwirthe Vennweg 4                                                  | |               |                  | A I 27          |
| Gesamtanlage Kriegerehrenmal beim Kloster Mariengarden | Gesamtanlage Kriegerehrenmal beim Kloster Mariengarden                     | Borkenwirthe Vennweg                                                    | |               |                  | A I 28          |
| Bildstock                                              | Bildstock                                                                  | Borken Burloer Straße 27 Karte                                          | |               |                  | A I 29          |
| kath. Rektoratskirche Hl. Kreuz                        | kath. Rektoratskirche Hl. Kreuz                                            | Borkenwirthe Engeland Esch 39                                           | |               |                  | A I 30          |

## Teil A II – Herrschaftliche Bauten und Befestigungsanlagen
| Bild           | Bezeichnung              | Lage                                   | Beschreibung                           | Bauzeit | Eingetragen seit | Denkmal- nummer |
| -------------- | ------------------------ | -------------------------------------- | -------------------------------------- | ------- | ---------------- | --------------- |
| weitere Bilder | Diebesturm               | Borken Turmstraße 33 Karte             |                                        |         |                  | A II 1          |
| weitere Bilder | Kuhmturm                 | Borken Am Kuhm 39 Karte                |                                        |         |                  | A II 2          |
| Wedemhoveturm  | Wedemhoveturm            | Borken Am Papendiek 17 Karte           |                                        |         |                  | A II 3          |
| Bär            | Bär                      | Borken Vennestraße 1 (Parkhaus) Karte  | Reste der mittelalterlichen Stadtmauer |         |                  | A II 4          |
| weitere Bilder | Windmühlenturm (Wilming) | Borken An der alten Windmühle 11 Karte |                                        |         |                  | A II 5          |
| Holkensturm    | Holkensturm              | Borken Wallstraße 5 Karte              |                                        |         |                  | A II 6          |
| weitere Bilder | Schloss Gemen            | Gemen Burgbezirk 1 Karte               |                                        |         |                  | A II 7          |
| weitere Bilder | Haus Pröbsting           | Hoxfeld Pröbstinger Allee 14 Karte     |                                        |         |                  | A II 8          |
| Haus Döring    | Haus Döring              | Marbeck Haus Döringweg 5               |                                        |         |                  | A II 9          |

## Teil A III – Öffentliche Bauten und Einrichtungen
| Bild                                 | Bezeichnung                                  | Lage                                     | Beschreibung | Bauzeit | Eingetragen seit | Denkmal- nummer |
| ------------------------------------ | -------------------------------------------- | ---------------------------------------- | ------------ | ------- | ---------------- | --------------- |
| ehem. Kreisverwaltung                | ehem. Kreisverwaltung                        | Borken Im Pieperhagen 17 Karte           |              |         |                  | A III 1         |
| ehem. Dechanei                       | ehem. Dechanei                               | Borken Papenstegge 10                    |              |         |                  | A III 2         |
| Villa Lühl / ehem. Kinderheim Gemen  | Villa Lühl / ehem. Kinderheim Gemen          | Gemen Ahauser Straße 74 Karte            |              |         |                  | A III 3         |
| Heimathaus Weseke                    | Heimathaus Weseke                            | Weseke Hans-Sachs-Straße 16 Karte        |              |         |                  | A III 4         |
| ehem. evangelisches Pastorat         | ehem. evangelisches Pastorat                 | Gemen Coesfelder Straße 10 Karte         |              |         |                  | A III 5         |
| ehem. Amtsgericht (Vordergebäude)    | ehem. Amtsgericht (Vordergebäude)            | Borken Raesfelder Straße 12 Karte        |              |         |                  | A III 6         |
| ehem. Empfangsgebäude Bahnhof Weseke | ehem. Empfangsgebäude Bahnhof Weseke         | Weseke Holthausener Straße 36 Karte      |              |         |                  | A III 7         |
| weitere Bilder                       | ehem. Empfangsgebäude Bahnhof Marbeck-Heiden | Marbeck Engelradingstraße 51 Karte       |              | 1906    |                  | A III 8         |
| Jüdischer Friedhof                   | Jüdischer Friedhof                           | Borken Am Replingsfunder/Butenwall Karte |              |         |                  | A III 9         |
| Jüdischer Friedhof                   | Jüdischer Friedhof                           | Gemen Otto-Hahn-Straße Karte             |              |         |                  | A III 10        |

## Teil A IV – Wohn- und Geschäftsbauten
| Bild                                              | Bezeichnung                                       | Lage                                | Beschreibung                                                               | Bauzeit | Eingetragen seit | Denkmal- nummer |
| ------------------------------------------------- | ------------------------------------------------- | ----------------------------------- | -------------------------------------------------------------------------- | ------- | ---------------- | --------------- |
| ehem. Haus Bucholz                                | ehem. Haus Bucholz                                | Borken Heidener Str. 45 Karte       |                                                                            | 1885    |                  | A IV 1          |
| Bürgerhaus                                        | Bürgerhaus                                        | Borken An der Alten Windmühle 1-3   | eingeschossiges Backsteingebäude, 1803 bezogen                             |         |                  | A IV 2          |
| ehem. Villa Beermann                              | ehem. Villa Beermann                              | Borken Heidener Straße 34 Karte     |                                                                            |         |                  | A IV 3          |
| Villa Mensinck                                    | Villa Mensinck                                    | Borken Heidener Straße 47 Karte     |                                                                            |         |                  | A IV 4          |
| Bürgerhaus                                        | Bürgerhaus                                        | Borken Johanniterstraße 22 Karte    |                                                                            |         |                  | A IV 5          |
| Bürgerhaus                                        | Bürgerhaus                                        | Borken Kornmarkt 4                  | Gebäude aus dem Jahre 1684, Ende des 18. Jahrhunderts Fassade im Zopfstil  |         |                  | A IV 6          |
| Bürgerhaus                                        | Bürgerhaus                                        | Borken Mühlenstraße 8               |                                                                            |         |                  | A IV 7          |
| ehem. Puhesche Mühle                              | ehem. Puhesche Mühle                              | Borken Beckenstrang 91              | Bauwerk aus dem 18. Jahrhundert                                            |         |                  | A IV 8          |
| altes Gästehaus der Jugendburg                    | altes Gästehaus der Jugendburg                    | Gemen Freiheit 24 Karte             |                                                                            |         |                  | A IV 9          |
| ehem. Wassermühle                                 | ehem. Wassermühle                                 | Gemen-Kirchspiel Burloer Straße 129 |                                                                            |         |                  | A IV 10         |
| Bauernhaus                                        | Bauernhaus                                        | Hoxfeld An der Eggelbrücke 25       | Altes Wohnhaus aus dem Jahre 1801, Backsteinbau mit Verputz                |         |                  | A IV 11         |
| Wassermühle bei Haus Döring                       | Wassermühle bei Haus Döring                       | Marbeck Haus Döringweg 5            |                                                                            |         |                  | A IV 12         |
| Haus Schmeing                                     | Haus Schmeing                                     | Weseke Holthausener Straße 9 Karte  | Eingeschossiges Backsteingebäude                                           |         |                  | A IV 13         |
| Speicher Icking-Konert                            | Speicher Icking-Konert                            | Weseke Nordvelener Straße 40        |                                                                            |         |                  | A IV 14         |
| Schornstein / Vornholt                            | Schornstein / Vornholt                            | Weseke Königskamp 1                 |                                                                            |         |                  | A IV 15         |
| Torhaus und Mühle                                 | Torhaus und Mühle                                 | Gemen Freiheit 14                   |                                                                            |         |                  | A IV 16         |
| Villa Büning                                      | Villa Büning                                      | Borken Heidener Straße 46 Karte     |                                                                            |         |                  | A IV 17         |
| Villa Bierbaum                                    | Villa Bierbaum                                    | Borken Heidener Straße 37 Karte     |                                                                            |         |                  | A IV 18         |
| Gut Engelrading                                   | Gut Engelrading                                   | Marbeck Engelradingstraße 32        |                                                                            |         |                  | A IV 19         |
| Haus Grave, heute Domizil des Heimatvereins Gemen | Haus Grave, heute Domizil des Heimatvereins Gemen | Gemen Achter de Waake 13 Karte      |                                                                            |         |                  | A IV 20         |
| Wohnhaus                                          | Wohnhaus                                          | Gemen Ahauser Straße 77 Karte       |                                                                            |         |                  | A IV 21         |
| Wohnhaus                                          | Wohnhaus                                          | Gemen Ahauser Straße 79 Karte       |                                                                            |         |                  | A IV 22         |
| Hofanlage Hungerhoff (Bauernhaus und Speicher)    | Hofanlage Hungerhoff (Bauernhaus und Speicher)    | Weseke Ramsdorfer Straße 50         | Altes Bauernhaus mit Speicher und Garten (Aufbewahrungsort des Bildstocks) |         |                  | A IV 23         |
| Speicher mit Gräftenring                          | Speicher mit Gräftenring                          | Weseke Osseler Weg 29               |                                                                            |         |                  | A IV 24         |
| Bauernhaus Booheide                               | Bauernhaus Booheide                               | Grütlohn Booheide 9 Karte           |                                                                            |         |                  | A IV 25         |
| BW                                                | Wohnhaus Wansing                                  | Marbeck Fleter Esch 7 Karte         |                                                                            |         |                  | A IV 26         |
| Gewölbekeller aus 17. Jh. Jüd. Ritualbad (Mikwe)  | Gewölbekeller aus 17. Jh. Jüd. Ritualbad (Mikwe)  | Gemen Neustraße 5                   |                                                                            |         |                  | A IV 27         |
| ehem. Ackerbürgerhaus                             | ehem. Ackerbürgerhaus                             | Gemen Ahauser Straße 34-36          |                                                                            |         |                  | A IV 28         |
| Villa Grüter                                      | Villa Grüter                                      | Borken Heidener Straße 41           |                                                                            |         |                  | A IV 29         |

## Teil A V – Kleinobjekte
| Bild                                | Bezeichnung                         | Lage                                                      | Beschreibung            | Bauzeit | Eingetragen seit | Denkmal- nummer |
| ----------------------------------- | ----------------------------------- | --------------------------------------------------------- | ----------------------- | ------- | ---------------- | --------------- |
| Flachsröstofen auf dem Hofe Sühling | Flachsröstofen auf dem Hofe Sühling | Westenborken Stelder Hook 7                               |                         |         |                  | A V 1           |
| Flachsröstofen auf dem Hofe Klümper | Flachsröstofen auf dem Hofe Klümper | Borken Eggenkamp 18                                       |                         |         |                  | A V 2           |
| Pumpstation, sog. Wellenhäuschen    | Pumpstation, sog. Wellenhäuschen    | Weseke über Holtbachquelle, Quellengrundpark, Hauptstraße | In Weseke am Heimathaus |         |                  | A V 3           |